# Инвариантность восприятия
Инвариа́нтность (от лат. Invarians, род. п. invariantis — неизменяющийся) восприятия — относительное постоянство (константность) свойств какого-либо объекта при изменении физических условий или по отношению к некоторым преобразованиям. Иначе говоря, это способность распознавать объекты независимо от точки зрения на них и других внешних, изменчивых факторов.
Инвариантность восприятия — это основное свойство восприятия, которое имеет жизненно важное значение. Если бы не инвариантность восприятия, то люди не смогли бы легко ориентироваться в пространстве, появилась бы проблема в распознавании ранее знакомых предметов при изменении физических условий (н-р, ракурс, цвет, свет и т. д.).
Инвариантность восприятия в какой-то степени похожа на импринтинг у животных.

## Инвариантность зрительного восприятия
В обычных условиях человек не замечает свойства инвариантности восприятия, так как в редких случаях предметом восприятия являются отдельные свойства объектов: величина, форма, цвет, положение в пространстве и другие подобные свойства, при восприятии которых имеет место явление константности. Кроме того, свойство инвариантности остается незаметным еще и по той причине, что обычное восприятие даже отдельного свойства происходит в виде глобальной оценки (не метрической), что не позволяет обнаружить изменчивость или постоянство определенных количественных отношений, когда они в разных условиях дают различные результаты.
Наиболее тщательно изучены 6 видов инвариантности восприятия зрительных свойств: инвариантность яркости, цвета, размера, формы предмета и пространственного положения.

#### Инвариантность яркости и цвета
Явление инвариантности яркости означает, что воспринимаемая яркость того или иного объекта изменяется очень слабо даже при очень значительных изменениях количества отраженного света. Несмотря на то, что этот эффект проявляется при обычных обстоятельствах, изменения в окружении могут разрушить его. Когда мы воспринимаем объект в естественной ситуации, обычно видны и несколько других объектов. Константность яркости зависит от соотношения интенсивностей света, отраженного от различных объектов. Например, черный цвет обычно продолжает видеться черным даже на солнце потому, что он все равно отражает меньше света, чем окружающие его предметы. Именно относительной величиной отраженного света определяется его яркость.
С константностью цвета примерно такая же система. Тенденция к сохранности цвета объекта при освещении его различными источниками света называется инвариантностью цвета. Как и инвариантность яркости, инвариантность цвета можно нарушить, удалив объект из его фона. Например, если смотреть на объект через трубку, скрывающую окружение и общий вид самого объекта, он может оказаться любого цвета в зависимости от длин волн отраженного от него света. Поэтому инвариантность цвета, как и инвариантность яркости, зависит от неоднородности фона.

#### Инвариантность формы и положения
Сохранение постоянства воспринимаемой формы при изменении изображения на сетчатке является примером константности формы.
К примеру, рассмотрим ситуацию, когда меняет положение объект: дверь открывается в нашу сторону, форма ее изображения на сетчатке претерпевает ряд изменений. Из прямоугольной формы получается изображение в виде трапеции, у которой ближняя к нам сторона шире, чем край, которым дверь крепится к стене, затем эта трапеция становится уже, пока наконец не начинает проецироваться на сетчатку в виде вертикальной полоски, соответствующей толщине двери. Несмотря на изменения положения объекта, в этом примере двери, и, как следствие, его формы, зрительное восприятие этого объекта не меняется.
При движении самого человека на сетчатке возникает ряд меняющихся изображений, положения неподвижных объектов для нас остаются постоянными. Для автоматизации этого процесса требуется, чтобы зрительная система принимала в расчет и наши движения, и меняющиеся изображения на сетчатке. По сути, зрительная система должна получать информацию от моторной системы о движениях глаз и затем принимать эту информацию в расчет при интерпретации движения изображения на сетчатке. Механика процесса такова: зрительная система получает информацию о том, что глаза только что повернулись, например, на 5 градусов влево, и она вычитает эту величину из зрительного сигнала.

#### Инвариантность величины
Инвариантность величины — тенденция воспринимаемой величины объекта оставаться относительно постоянной, независимо от его удаления. При отдалении объекта от нас, мы не замечаем, что его величина становится меньше. При восприятии величины объекта мы учитываем не только величину изображения на сетчатке, но и удаленность объекта. В 1881 году немецкий ученый Эмиль Эммерт провел эксперимент, в результате которого смог показать, что оценка величины зависит от удаленности.

## Экспериментальные исследования

#### Первые эксперименты
Первое экспериментальное исследование константности было проведено в 1889 г. Мартиусом по поручению В. Вундта. Это исследование должно было доказать «относительно незначительное влияние угла зрения на представление величины ближайших предметов» (В. Вундт). В. Вундт на основе представления о константности как о явлении несоответствия между изображением на сетчатке, изменяющимся при удалении объекта по закону угла зрения, и относительно постоянным результатом восприятия в близкой зоне наблюдения формулирует проблему константности как психологическую проблему изучения отношения между законом угла зрения и восприятием. Так образуется классическое представление о явлении инвариантности, проблеме и методах его экспериментального изучения. Первые экспериментальные исследования инвариантности формы проводились Р. Таулессом и Э. Брунсвиком, константности цвета — А. Гельбом и Д. Катцем. В основе этих исследований также лежит понимание инвариантности как несоответствия между физическим воздействием и результатом восприятия.

#### Эксперимент Эммерта
В 1881 году Эмиль Эммерт провел эксперимент, связанный с инвариантностью величины. Эммерт сначала просил испытуемых фиксировать взгляд в центре картинки примерно в течение минуты. Затем испытуемые смотрели на белый экран и видели послеобраз. Их задачей было оценить величину послеобраза. Независимой переменной была удаленность экрана от глаз. Поскольку величина послеобраза на сетчатке была постоянной и не зависела от удаленности экрана, всякие вариации в оценке величины послеобраза должны были возникать из-за воспринимаемой удаленности экрана. Если экран был далеко, послеобраз выглядел большим, если близко — меньшим. Основываясь на этот эксперимент, Эммерт предположил, что воспринимаемая величина объекта возрастает одновременно с увеличением изображения объекта на сетчатке и воспринимаемой удаленностью объекта. Эта закономерность известна как принцип инвариантности величины-удаленности. Для иллюстрации: когда человек от вас удаляется, величина его изображения на вашей сетчатке уменьшается, но воспринимаемая его удаленность возрастает. Эти два изменения компенсируют друг друга, и воспринимаемая вами величина человека остается относительно постоянной.
В результате эксперимента Эммерт вывел закономерность, которая называется закон Эммерта.

## Инвариантность восприятия и иллюзии
Принцип инвариантности величины-удаленности важен для понимания иллюзий величины.
Хороший пример иллюзии величины — иллюзия луны. Когда луна близко к горизонту, она выглядит примерно на 50 % больше, чем когда она находится в зените, несмотря на то что в обоих случаях изображение луны на сетчатке глаз имеет одинаковую величину. Одно из объяснений этой иллюзии состоит в том, что воспринимаемое расстояние до горизонта оценивается значительно больше, чем расстояние до зенита: большая воспринимаемая удаленность приводит к увеличению воспринимаемой величины.
Ещё один пример иллюзии величины — это комната Эймса, названная так по имени ее изобретателя Адельберта Эймса. Хитрость этой иллюзии заключается в конструкции комнаты. На первый взгляд кажется, что это обычная прямоугольная комната, но на самом деле она построена так, что ее левый угол находится почти вдвое дальше правого угла, поэтому объект, находящийся в левом углу, будет казаться намного меньше, чем тот, который находится в правом углу.

## Инвариантность в восприятии рекламы
Инвариантность восприятия рекламы обозначается для потребителя как стереотипы суждений и убеждений, также можно провести параллель с социальными установками. Инвариантность восприятия проявляется в отношении ко всему новому, особенно важно учитывать это при создании рекламы. Так, например, жалюзи для русского обывателя, в соответствии со стереотипным суждением, это атрибут скорее офисный, нежели домашний. Поэтому для рекламиста так важен первый ход — правильная презентация товара (услуги), его подача. Без учета социальных установок рекламная кампания скорее всего не будет восприниматься правильно.